# Денац, Иван
Иван Денац (сербохорв. Ivan Denac / Иван Денац; 9 сентября 1917, Осеково — 10 января 2001, Загреб) — югославский и хорватский общественно-политический деятель, партизан Народно-освободительной войны Югославии, Народный герой Югославии (24 июля 1953).

## Биография
Родился 9 сентября 1917 года в селе Осеково под городом Кутиной. В 1937 году перебрался в Загреб, вступил в Объединённый рабочий союз синдикатов Югославии, дважды участвовал в забастовках сапожников.
Во время Апрельской войны нёс службу на югославско-болгарской границе. После роспуска Югославской королевской армии Денац вернулся в Загреб, присоединившись к партизанскому движению и занявших приобретением оружия и другого снаряжения. Руководил группами активистов, которые распространяли листовки по Загребу и совершали диверсионные акции. Осенью 1941 года принят в Коммунистическую партию Югославии, с конца января 1942 года включён в Загребский районный комитет Коммунистической партии Хорватии. В начале апреля 1942 года двое сотрудников усташских спецслужб обнаружили Денаца и его двух друзей на Мирамарской улице Загреба: в результате завязавшейся перестрелки и побега Иван был ранен.
После выздоровления Денац присоединился к Народно-освободительной армии Югославии. Служил в составе 1-го Пролетарского батальона Хорватии, в июне—июле 1942 года воевал с ним в Горски-Котаре. Отличился в боях против итальянцев при Герово, за что был отмечен благодарностью от заместителя командира батальона Милана Жежеля в присутствии личного состава. После сражения назначен политическим комиссаром роты.
В августе 1942 года батальон был переброшен на Жумберак и вступил в состав 13-й Пролетарской ударной бригады, а Денац был назначен политруком роты. На Жумбераке он участвовал во множестве сражений против усташей. Осенью 1943 года Денац перешёл с 13-й бригадой в Боснию, где принимал участие в боях против 7-й добровольческой горной дивизии СС «Принц Ойген» в районе Травника. В 1944 году назначен политруком 13-й бригады, на этой должности оставался до конца войны.
После освобождения Югославии окончил Высшую политическую школу имени Джуро Джаковича и юридический факультет Загребского университета. Работал в МВД Народной Республики Хорватия, в 1947—1958 годах — заместитель начальника милиции НР Хорватии, в 1959—1967 годах — сотрудник Народного банка Югославии и СДК, директор филиала в Загребе. В 1967 году избран в Сабор Социалистической Республики Хорватия, а также назначен председателем Загребского городского комитета Союза объединений ветеранов Народно-освободительной войны Югославии. В декабре 1971 года после кадровых изменений в югославском руководстве, вызванных Хорватской весной, подал в отставку со всех должностей.
В политику вернулся в конце 1980-х годов, когда включился в деятельность Хорватского демократического содружества. 9 ноября 1990 года избран первым председателем Объединения хорватских ветеранов войны.
Денац был одним из близких друзей первого премьер-министра Хорватии Йосипа Манолича.
Умер 10 января 2001 года в Загребе. Похоронен на кладбище Велика-Людина.

## Награды
- Народный герой Югославии (24 июля 1953)
- Орден братства и единства (золотая и серебряная звёзды)
- Орден «За заслуги перед народом» (серебряная звезда)
- Орден «За храбрость» (дважды)
- Партизанский памятный знак 1941 года